# Alexandra Dulgheru
Alexandra Dulgheru (* 30. Mai 1989 in Bukarest) ist eine rumänische Tennisspielerin.

## Karriere
Alexandra Dulgheru, die bereits mit vier Jahren mit dem Tennisspielen begann, bevorzugt Hartplätze. Im Mai 2005 wurde sie Profispielerin. Seit 2010 hat sie 15 Partien (7 Siege) für die rumänische Fed-Cup-Mannschaft bestritten.
Ihren ersten Titel auf der WTA Tour gewann sie 2009 in Warschau. Erst über die Qualifikation ins Hauptfeld gekommen, besiegte sie im Finale Aljona Bondarenko mit 7:63, 3:6, 6:0. Mit ihrem Sieg über die Titelverteidigerin, die Weltranglistendritte Dinara Safina, sorgte sie 2010 bei den Italian Open in Rom für eine Überraschung. Am 22. Mai konnte sie dann in Warschau ihren Titel aus dem Vorjahr verteidigen; im Finale setzte sie sich mit 6:3 und 6:4 gegen Zheng Jie aus China durch.
Das Jahr 2011 begann für Dulgheru mit Erstrundenniederlagen bei den Australian Open sowie den WTA-Turnieren von Sydney, Dubai und Indian Wells. Erst in Miami konnte sie an ihre Leistungen der Vorsaison anknüpfen. Nach einem Freilos in der ersten Runde rückte sie mit glatten Siegen über Chanelle Scheepers, Johanna Larsson und Peng Shuai bis ins Viertelfinale vor, in dem sie Maria Scharapowa in deren bis dahin längstem Karrierematch 6:3, 6:7, 6:7 unterlag.
Einen Grund für ihren plötzlichen Leistungsaufschwung sah sie vor allem in der Zusammenarbeit mit ihrem neuen Coach Gabriel Urpi, der Flavia Pennetta viele Jahre betreut und diese als erste Spielerin ihres Landes in die Top 10 der Weltrangliste geführt hatte.
Wegen erneut auftretender Knieprobleme konnte sie ihre Erfolge auf Sand aus dem Vorjahr nicht bestätigen. Ihr bestes Resultat war der Einzug ins Viertelfinale beim WTA-Turnier in Brüssel, wo sie sich Wera Swonarjowa 0:6, 1:6 geschlagen geben musste. Bei den French Open und in Wimbledon verlor sie 2011 jeweils in der zweiten Runde. Nach der Rasensaison nahm sie sich eine mehrwöchige Regenerationspause. Bei den US Open sorgte sie dann mit ihrem Zweisatzsieg über die frischgebackene Wimbledon-Siegerin Petra Kvitová am ersten Spieltag für eine Sensation. Noch nicht in Topverfassung verlor sie allerdings ihre folgende Partie gegen Landsfrau Monica Niculescu mit 3:6 und 0:6.
Mit ihrer Aufgabe gegen Swetlana Kusnezowa beim WTA-Turnier von Peking begannen neue Verletzungsprobleme. Im März 2012 musste sie auch in Indian Wells das Turnier aufgeben und eine Pause einlegen. Im November spielte sie einige ITF-Turniere, ehe sie 2013 in Indian Wells auf die WTA Tour zurückkehrte. 2014 gewann sie zwei Einzeltitel auf größeren ITF-Turnieren; ab Juli 2014 trat sie nur noch in der Einzelkonkurrenz an. Im Frühjahr 2015 setzte sie ein Ausrufezeichen, als sie beim WTA-Turnier in Kuala Lumpur ins Endspiel einzog. Sie unterlag zwar Caroline Wozniacki in drei Sätzen, kehrte mit der Finalteilnahme aber zurück in die Top 100.

## Turniersiege

### Einzel
| Nr. | Datum              | Turnier          | Kategorie      | Belag     | Finalgegnerin         | Ergebnis       |
| --- | ------------------ | ---------------- | -------------- | --------- | --------------------- | -------------- |
| 1.  | 15. Mai 2005       | Bukarest         | ITF $10.000    | Sand      | Liana-Gabriela Balaci | 6:2, 6:2       |
| 2.  | 26. April 2009     | Bari             | ITF $25.000    | Sand      | Sandra Záhlavová      | 6:4, 6:4       |
| 3.  | 23. Mai 2009       | Warschau         | WTA Premier    | Sand      | Aljona Bondarenko     | 7:63, 3:6, 6:0 |
| 4.  | 20. September 2009 | Sofia            | ITF $100.000   | Sand      | Tathiana Garbin       | 6:74, 7:5, 6:1 |
| 5.  | 11. Oktober 2009   | Jounieh          | ITF $75.000+H  | Sand      | Zuzana Kučová         | 3:6, 6:3, 6:4  |
| 6.  | 22. Mai 2010       | Warschau         | WTA Premier    | Sand      | Zheng Jie             | 6:3, 6:4       |
| 7.  | 12. Februar 2012   | Cali             | ITF $100.000+H | Sand      | Mandy Minella         | 6:3, 1:6, 6:3  |
| 8.  | 27. Januar 2013    | Antalya          | ITF $10.000    | Sand      | Réka Luca Jani        | 6:2, 6:2       |
| 9.  | 8. Juni 2014       | Marseille        | ITF $100.000   | Sand      | Johanna Larsson       | 6:3, 7:5       |
| 10. | 15. November 2014  | Dubai            | ITF $75.000    | Hartplatz | Kimiko Date-Krumm     | 6:3, 6:4       |
| 11. | 12. Juli 2015      | Contrexéville    | ITF $100.000   | Sand      | Julija Putinzewa      | 6:3, 1:6, 7:5  |
| 12. | 25. Juni 2017      | Montpellier      | ITF $25.000+H  | Sand      | Shérazad Reix         | 6:2, 6:2       |
| 13. | 27. August 2017    | Hódmezővásárhely | ITF $25.000    | Sand      | Hanna Posnichirenko   | 7:5, 6:2       |

### Doppel
| Nr. | Datum             | Turnier | Kategorie   | Belag     | Partnerin           | Finalgegnerinnen                           | Ergebnis        |
| --- | ----------------- | ------- | ----------- | --------- | ------------------- | ------------------------------------------ | --------------- |
| 1.  | 18. November 2006 | Kairo   | ITF $10.000 | Sand      | Marcella Koek       | Tegan Edwards Oksana Pawlowa               | 6:3, 6:2        |
| 2.  | 25. November 2006 | Kairo   | ITF $10.000 | Sand      | Marcella Koek       | Stefanie Haidner Biljana Pawlowa-Dimitrova | 7:64, 3:6, 7:65 |
| 3.  | 2. April 2010     | Monzón  | ITF $75.000 | Hartplatz | Tamarine Tanasugarn | Yayuk Basuki Riza Zalameda                 | 6:2, 6:0        |

## Abschneiden bei Grand-Slam-Turnieren

### Einzel
| Turnier         | 2009 | 2010 | 2011 | 2012 | 2013 | 2014 | 2015 | 2016 | 2017 | 2018 | 2019 | 2020 | 2021 | Karriere |
| --------------- | ---- | ---- | ---- | ---- | ---- | ---- | ---- | ---- | ---- | ---- | ---- | ---- | ---- | -------- |
| Australian Open | —    | 1    | 1    | 1    | —    | Q2   | 1    | 2    | —    | Q3   | —    | —    | —    | 2        |
| French Open     | —    | 3    | 2    | —    | —    | Q2   | 2    | 1    | Q1   | 2    | —    | —    | Q2   | 3        |
| Wimbledon       | —    | 3    | 2    | —    | —    | Q2   | 1    | —    | —    | 2    | —    |      | Q1   | 3        |
| US Open         | 1    | 3    | 2    | —    | 2    | 2    | 1    | —    | —    | Q3   | —    | —    | —    | 3        |

Zeichenerklärung: S = Turniersieg; F, HF, VF, AF = Einzug ins Finale / Halbfinale / Viertelfinale / Achtelfinale; 1, 2, 3 = Ausscheiden in der 1. / 2. / 3. Hauptrunde; Q1, Q2, Q3 = Ausscheiden in der 1. / 2. / 3. Qualifikationsrunde; nicht ausgetragen

### Doppel
| Turnier         | 2009 | 2010 | 2011 | 2012 | 2013 | 2014 | 2015 | 2016 | Karriere |
| --------------- | ---- | ---- | ---- | ---- | ---- | ---- | ---- | ---- | -------- |
| Australian Open | —    | 1    | AF   | 2    | —    | —    | —    | 1    | AF       |
| French Open     | —    | 2    | AF   | —    | —    | —    | 2    | —    | AF       |
| Wimbledon       | —    | 1    | —    | —    | —    | —    | 1    | —    | 1        |
| US Open         | 1    | AF   | 1    | —    | 1    | —    | 1    | —    | AF       |

### Mixed
| Turnier         | 2010 | 2011 | 2012 | 2013 | 2014 | 2015 | Karriere |
| --------------- | ---- | ---- | ---- | ---- | ---- | ---- | -------- |
| Australian Open | —    | 1    | —    | —    | —    | —    | 1        |
| French Open     | —    | 1    | —    | —    | —    | —    | 1        |
| Wimbledon       | 2    | AF   | —    | —    | —    | —    | AF       |
| US Open         | 1    | —    | —    | —    | —    | 1    | 1        |